# Viking Grace
M/S Viking Grace er en cruisefærge bygget for det finske rederi Viking Line. Skibet indsattes i januar 2013 på ruten mellem Stockholm i Sverige og Åbo i Finland via Mariehamn på Ålandsøerne. Skibet drives med flydende naturgas (LNG) som primære brændstofkilde.

## Historie
I oktober 2010 blev hensigtserklæringen underskrevet under forudsætning af, at der kunne indgås aftale med gasleverandøren, og at der kunne opnås miljøtilskud på 28 mio. euro fra staten. Sidstnævnte bevilgedes i den 22. december 2010, og på denne baggrund kunne konstruktionen af skibet påbegyndes på værftet i Åbo den 28. september 2011. Miljøtilskuddet godkendtes efterfølgende af EU-kommissionen den 25. april 2012.
Køllægningen fandt sted den 6. marts 2012, og skibet søsattes den august samme år.
Skibet leveredes den 10. januar 2013, sejlede sin jomfrusejlads den 13. januar og indsattes i ordinær trafik den 15. januar.
Skibets første sejlads blev udsolgt på fire timer med priser fra 350 euro pr. seng, og inden julen 2012 - dvs. før skibet sattes i trafik - var der solgt 300.000 rejser. Skibet var ventet med spænding, da det var den første nybygning i mange år på Sverige-Finlandstrafikken. På ruten mellem Stockholm og Åbo erstattede Viking Grace den 25 år ældre MS Isabella.

## Galleri
- På værftet i Åbo i august 2012.
- Interiør fra skibets natklub, Club Vogue.
- Skibets to gastanke på agterdækket.